# عبد الله فاروق
عبد الله فاروق هو لاعب كرة قدم مصري يلعب حالياً لنادي اتحاد الشرطة بالدوري المصري الممتاز. فاروق يجيد اللعب في مركز الوسط مدافع. تخرج اللاعب من مدرسة الناشئين بالنادي الأهلي المصري.